# Le Pellerin
Le Pellerin é uma comuna francesa do departamento do Loire-Atlantique, situado no Oeste do país, e na região metropolitana de Nantes, e às margens do Rio Loire.

## Histórico
A comuna até hoje é um ponto de travessia a balsa até a comuna de Couëron, na outra margem do Loire, trajeto usado pelos peregrinos (em francês:  pèllerins) que se dirigiam em romaria até Santiago de Compostela.
Foi ali que nasceu, numa família de marinheiros, o político da Revolução Francesa, Joseph Fouché.